# Mishicot (Wisconsin)
Mishicot es una villa ubicada en el condado de Manitowoc en el estado estadounidense de Wisconsin. En el Censo de 2010 tenía una población de 1.442 habitantes y una densidad poblacional de 216,64 personas por km².

## Geografía
Mishicot se encuentra ubicada en las coordenadas 44°13′43″N 87°38′23″O / 44.22861, -87.63972. Según la Oficina del Censo de los Estados Unidos, Mishicot tiene una superficie total de 6.66 km², de la cual 6.53 km² corresponden a tierra firme y (1.87%) 0.12 km² es agua.

## Demografía
Según el censo de 2010, había 1.442 personas residiendo en Mishicot. La densidad de población era de 216,64 hab./km². De los 1.442 habitantes, Mishicot estaba compuesto por el 97.5% blancos, el 0.07% eran afroamericanos, el 0.76% eran amerindios, el 0.14% eran asiáticos, el 0.07% eran isleños del Pacífico, el 0.62% eran de otras razas y el 0.83% pertenecían a dos o más razas. Del total de la población el 0.9% eran hispanos o latinos de cualquier raza.